# On fait un beau sourire
Pour plus de détails, voir Fiche technique et Distribution.
On fait un beau sourire (Fate un bel sorriso) est une comédie franco-gréco-italienne réalisée par Anna Di Francisca et sortie en 2000.

## Fiche technique
- Titre français : On fait un beau sourire[1]
- Titre original italien : Fate un bel sorriso[2]
- Réalisation : Anna Di Francisca
- Scénario : Anna Di Francisca, Alberto Simone, Alberto Taraglio, Bernardino Zapponi
- Photographie : Giuseppe Schifani
- Montage : Simona Paggi (it)
- Musique : Charles Papasoff
- Décors : Beatrice Scarpato
- Costumes : Liliana Sotira
- Production : Gabriella Buontempo, Dimitri Fulvio Georgiades
- Sociétés de production : Good Time Enterprise, Mact Productions, Marieto Enterprise, Canal Plus, Eurimages
- Pays de production :  Italie -  France -  Grèce[3]
- Langue originale : italien
- Format : couleurs
- Genre : comédie
- Durée : 93 minutes
- Dates de sortie : 
  - Italie : 26 mai 2000
  - France : 23 août 2000

## Distribution
- Giustino Durano : Antonio
- Claudia Pandolfi : Laura
- Claire Nadeau : Jezebele
- Cinzia Mascoli : Miss Linden
- Carla Signoris : Gina
- Niki Pazarentzoy
- Fabrizio Gifuni
- Enrica Maria Modugno
- Vittorio Duse